# آرثر تشارلتون
آرثر تشارلتون (بالإنجليزية: Arthur Charlton)‏ (1877 في المملكة المتحدة - 1956 في المملكة المتحدة) هو لاعب كرة قدم بريطاني (وحمل سابقاً جنسية المملكة المتحدة لبريطانيا العظمى وأيرلندا) في مركز الوسط. لعب مع نادي برينتفورد ونوتينغهام فورست.